# Vlad Chiricheș

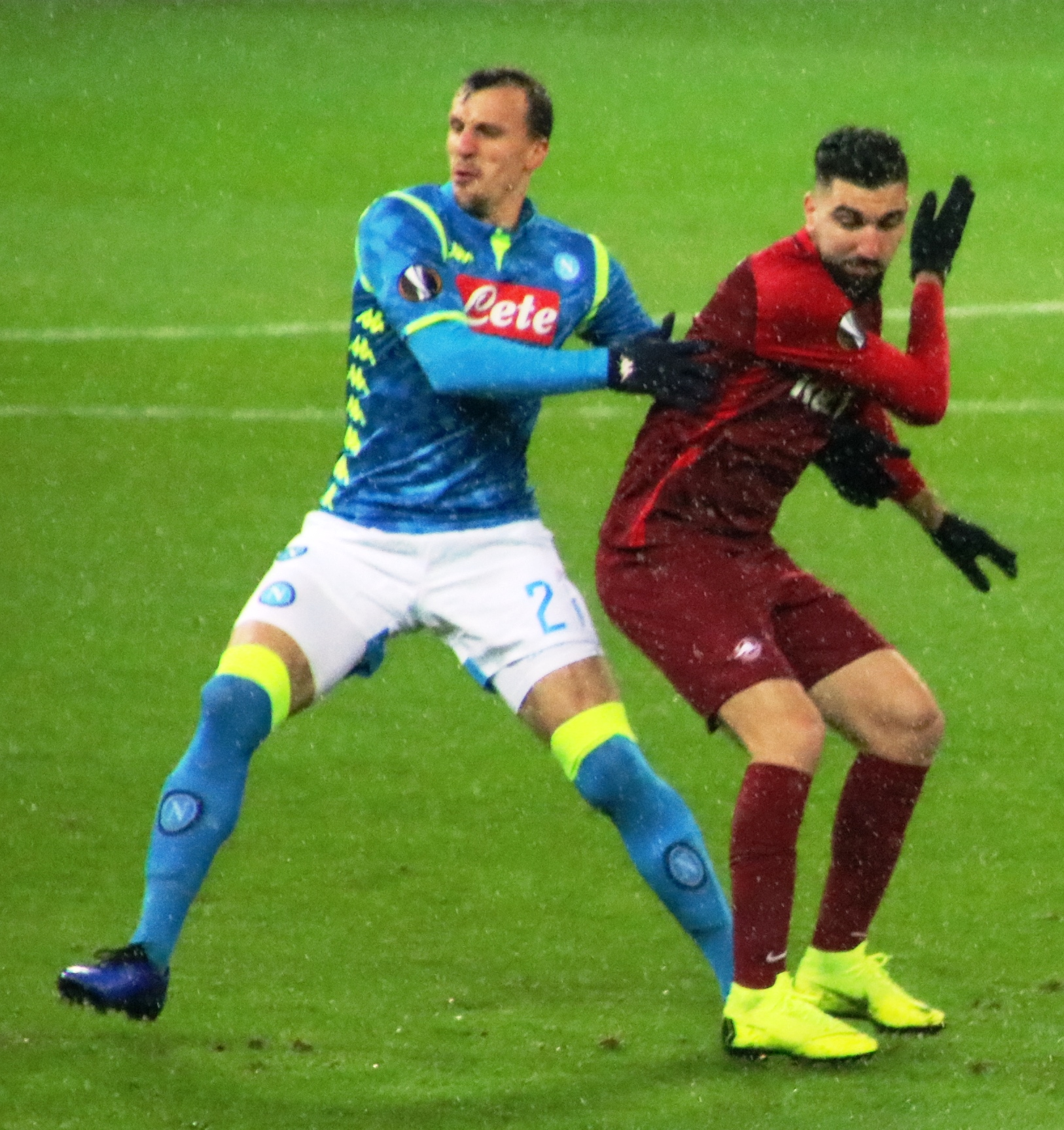
Chiricheș con el Napoli, 2019.

Vlad Iulian Chiricheș (Bacău, 14 de noviembre de 1989) es un futbolista profesional rumano. Juega de defensa y su equipo es el FCSB de la Liga I de Rumania. Es internacional absoluto por Rumania.

## Trayectoria

### Comienzos
Chiricheș se formó en las categorías inferiores del modesto Ardealul y en 2007 ingresó en el equipo juvenil del Benfica portugués, donde permaneció una temporada. En 2008 regresó a su tierra natal y firmó por el Internațional Curtea de Argeș, ayudándolo a ascender a la máxima categoría de su país; después de dos temporadas fue fichado por el Pandurii Târgu Jiu, luego de que su anterior equipo se disolviera. Con el Pandurii disputó una temporada, jugando 37 partidos como titular y destacando por su seguridad y juventud.

### Steaua Bucarest
A comienzos de la Liga I 2011-12, el Steaua de Bucarest fichó a Chiricheș y el jugador se hizo con un puesto en la defensa del histórico equipo rumano. Tras finalizar la temporada, en el mercado de fichajes de verano, apareció en los medios de comunicación el interés del Milan italiano en fichar al joven defensor. Gigi Becali, propietario del Steaua, aseguró haber recibido ofertas del Milan y del Olympique de Lyon pero que no vendería al futbolista por menos de 10 millones de euros. Finalmente, Chiricheș permaneció en el Steaua, donde ganó la liga y la Supercopa de Rumanía.

### Tottenham Hotspur
El 24 de agosto de 2013 el Steaua llegó a un acuerdo con el Tottenham Hotspur para su traspaso en una operación que le costó al club londinense 9,5 millones de euros.

### Italia
El 28 de julio de 2015 se oficializó su pase a la S. S. C. Napoli en una operación que según el diario Daily Mail, se cerró cercana a los £ 4,5 m, unos 6,5 millones de euros, aproximadamente. Debutó en la Serie A el 23 de agosto contra el Sassuolo. El 1 de octubre se produjo su debut en la Liga Europea, en el partido de visitante contra el Legia de Varsovia. En este torneo, el 26 de noviembre, marcó su primer gol con la camiseta napolitana, en el partido ganado por 1 a 0 contra el Brujas. El 5 de marzo de 2016 realizó su primer gol en la Serie A, ante el Chievo Verona.
El 2 de septiembre de 2019 fue cedido a la U. S. Sassuolo Calcio con opción de compra. Esta se hizo efectiva y se mantuvo en el equipo hasta julio de 2022, momento en el que fichó por la U. S. Cremonese.

### Regreso a Rumania
El 25 de julio de 2023, tras ocho años en Italia, se hizo oficial su vuelta al FCSB diez años después de su marcha al Tottenham Hotspur.

## Trayectoria
| Club                                | País       | Año       |
| ----------------------------------- | ---------- | --------- |
| F. C. Internațional Curtea de Argeș | Rumania    | 2008-2010 |
| C. S. Pandurii Târgu Jiu            | Rumania    | 2010-2012 |
| F. C. Steaua de Bucarest            | Rumania    | 2012-2013 |
| Tottenham Hotspur F. C.             | Inglaterra | 2013-2015 |
| S. S. C. Napoli                     | Italia     | 2015-2020 |
| U. S. Sassuolo Calcio (cedido)      | Italia     | 2019-2020 |
| U. S. Sassuolo Calcio               | Italia     | 2020-2022 |
| U. S. Cremonese                     | Italia     | 2022-2023 |
| FCSB                                | Rumania    | 2023-     |

## Palmarés

### Campeonatos nacionales
| Título               | Club                     | País    | Año     |
| -------------------- | ------------------------ | ------- | ------- |
| Liga I               | F. C. Steaua de Bucarest | Rumania | 2012-13 |
| Supercopa de Rumania | F. C. Steaua de Bucarest | Rumania | 2013    |
| Liga I               | FCSB                     | Rumania | 2023-24 |
| Supercopa de Rumania | FCSB                     | Rumania | 2024    |
| Liga I               | FCSB                     | Rumania | 2024-25 |
| Supercopa de Rumania | FCSB                     | Rumania | 2025    |

### Distinciones individuales
| Distinción                | Año  |
| ------------------------- | ---- |
| Futbolista Rumano del año | 2013 |